# Iván Miranda
Iván Miranda Chang (ur. 8 marca 1980 w Limie) – peruwiański tenisista, reprezentant w Pucharze Davisa.

## Kariera tenisowa
Zawodowym tenisistą Miranda był w latach 1999–2012.
Ma w swoim dorobku 3 triumfy w turniejach rangi ATP Challenger Tour w grze pojedynczej oraz 1 tytuł w grze podwójnej.
W latach 1998–2011 reprezentował swój kraj w Pucharze Davisa. Bilans tenisisty w singlu wynosi 18 zwycięstw i 21 porażek oraz 9 wygranych przy 13 przegranych w deblu.
W rankingu gry pojedynczej najwyżej był na 104. miejscu (14 lipca 2003), a w klasyfikacji gry podwójnej na 206. pozycji (9 sierpnia 2004).

### Zwycięstwa w turniejach ATP Challenger Tour w grze pojedynczej
| Końcowy wynik | Nr | Data          | Turniej        | Nawierzchnia | Przeciwnik      | Wynik finału |
| ------------- | -- | ------------- | -------------- | ------------ | --------------- | ------------ |
| Zwycięzca     | 1. | 17 marca 2002 | Salinas        | Twarda       | Ricardo Mello   | 6:3, 6:4     |
| Zwycięzca     | 2. | 23 marca 2008 | Salinas        | Twarda       | Diego Junqueira | 6:2, 6:2     |
| Zwycięzca     | 3. | 11 maja 2008  | Tunica Resorts | Ceglana      | Carsten Ball    | 6:4, 6:4     |